# Smartshop

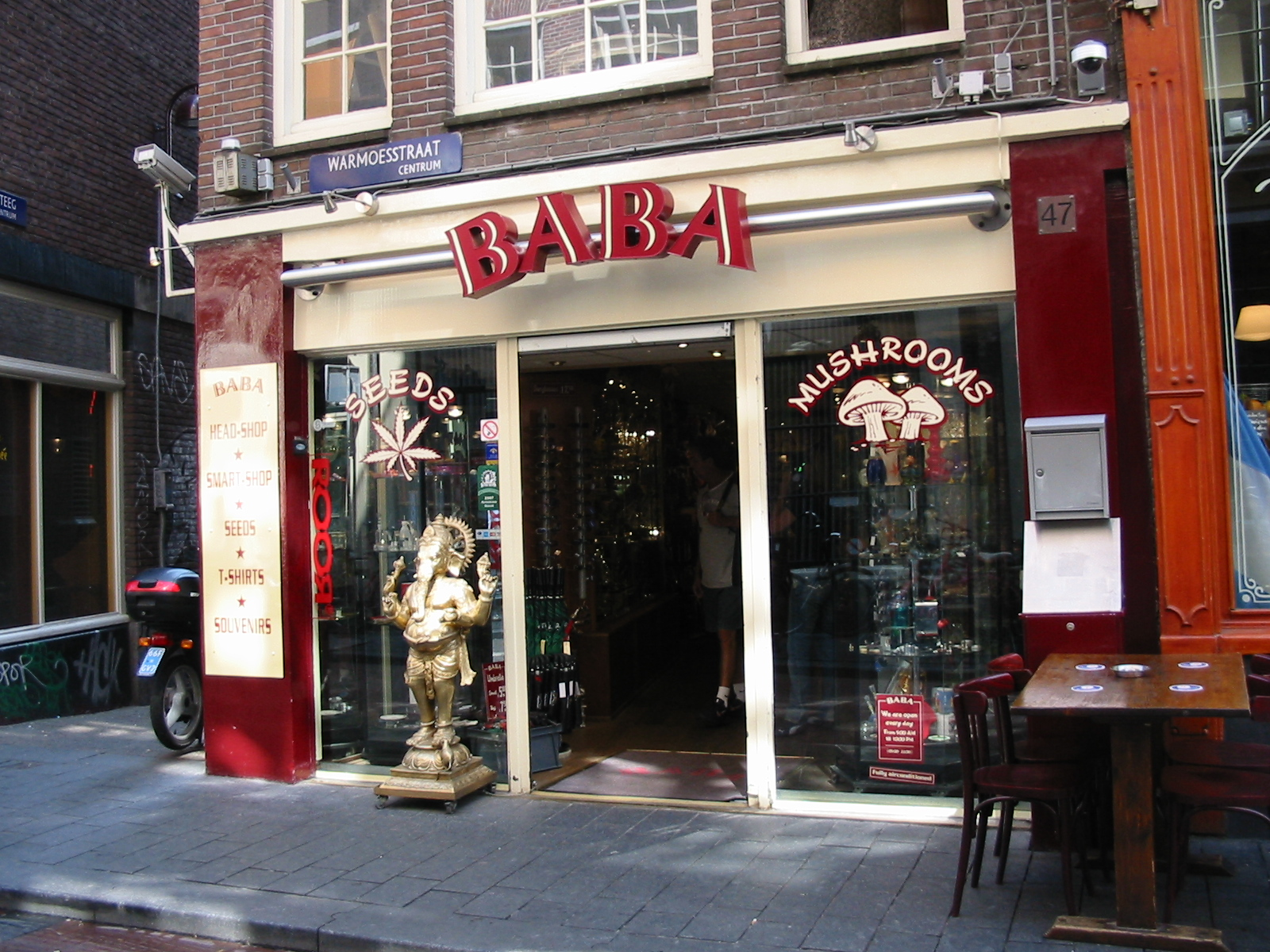
Smart shop en Ámsterdam (2007)

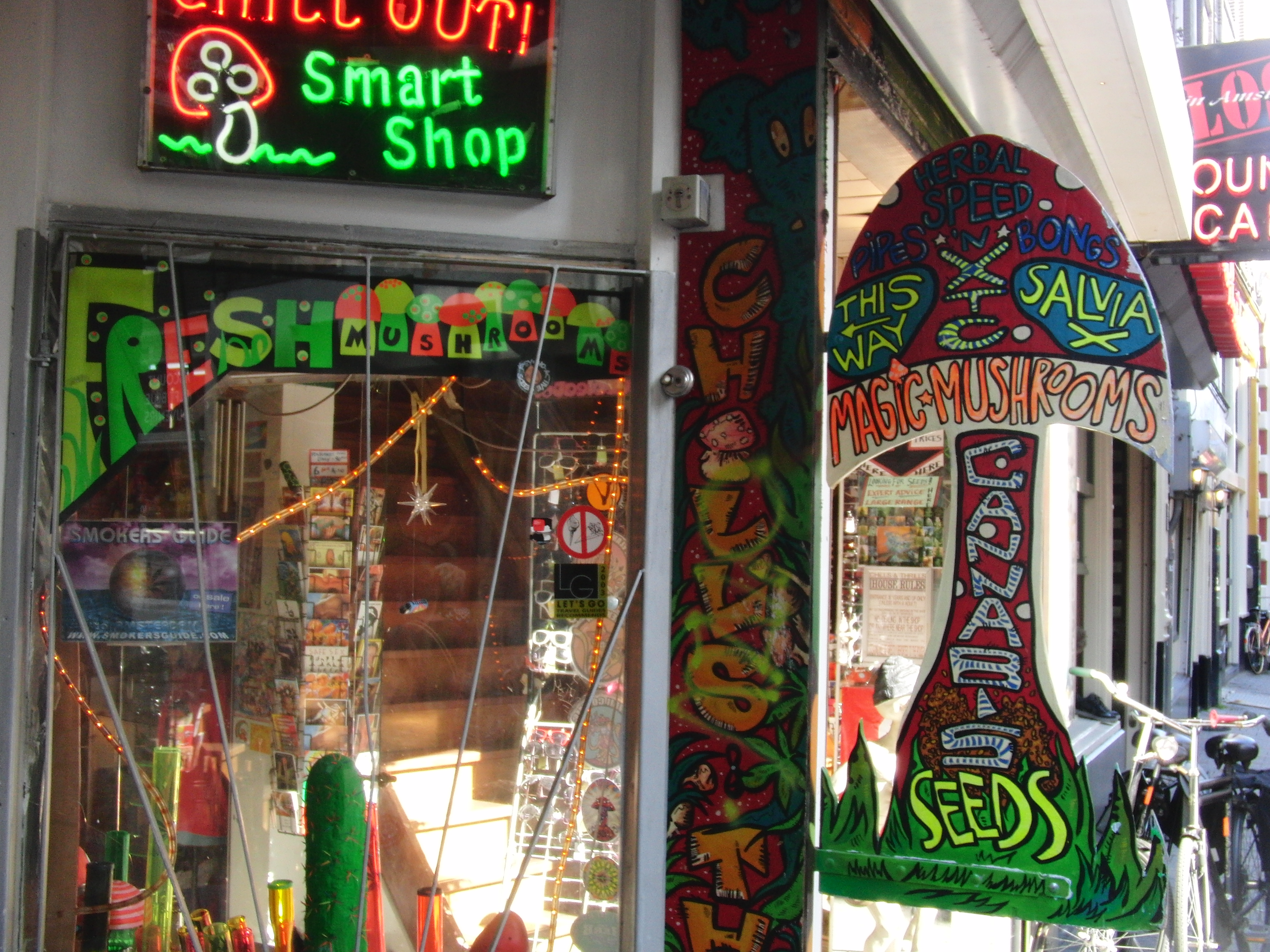
Smart shop en Ámsterdam (2009)

Una smart shop o smartshop (lit. 'tienda inteligente') es un establecimiento minorista dedicado a la venta de sustancias psicoactivas, generalmente psicodélicos, así como parafernalia relacionada. El nombre deriva de smart drugs (nombre inglés para los nootrópicos), una clase de medicamentos y suplementos dietarios que mejoran la actividad cognitiva, los cuales a menudo se venden en las smart shops. Algunas smart shops son a su vez grow shops o head shops.

## Legalidad
Las smart shops se aprovechan de los vacíos legales para poder realizar su actividad económica. Las drogas que se venden no son explícitamente legales, pero tampoco están ilegalizadas propiamente. Muchas, al ser de nueva creación, son demasiado recientes para estar reguladas. Por ello, las smart shops han podido proliferar en países como Irlanda, Portugal o el Reino Unido. Estos «vacíos» se van llenando a medida que se aprueban nuevas leyes, lo que hace que el negocio de las smart shops sea, de por sí, bastante inestable, y muchas de estas tiendas acaban por cerrar o se limitan a vender parafernalia (a veces continuando la venta de drogas de forma clandestina).
Algunos gobiernos directamente prohíben las smartshops como forma de prevención del delito. Por ejemplo, el Gobierno del Reino de Suecia, con una política de «tolerancia cero» en materia de drogas, no acepta las smartshops físicas y ha cerrado todas las smartshops suecas conocidas que vendían productos químicos para la investigación en el Internet visible. Para eludir esto, el uso de mercados anónimos a través de la red Tor se ha hecho cargo desde el establecimiento de Silk Road, que, por el contrario, el FBI tardó dos años y medio en eliminar durante un mes.
En cuanto a las tiendas online, como las populares Zamnesia, Sirius o Elephantos, tienen su sede fiscal en los Países Bajos o en países con normas poco restrictivas, y desde allí hacen envíos a todo el mundo, incluyendo países donde su misma existencia es ilegal.

## Productos a la venta

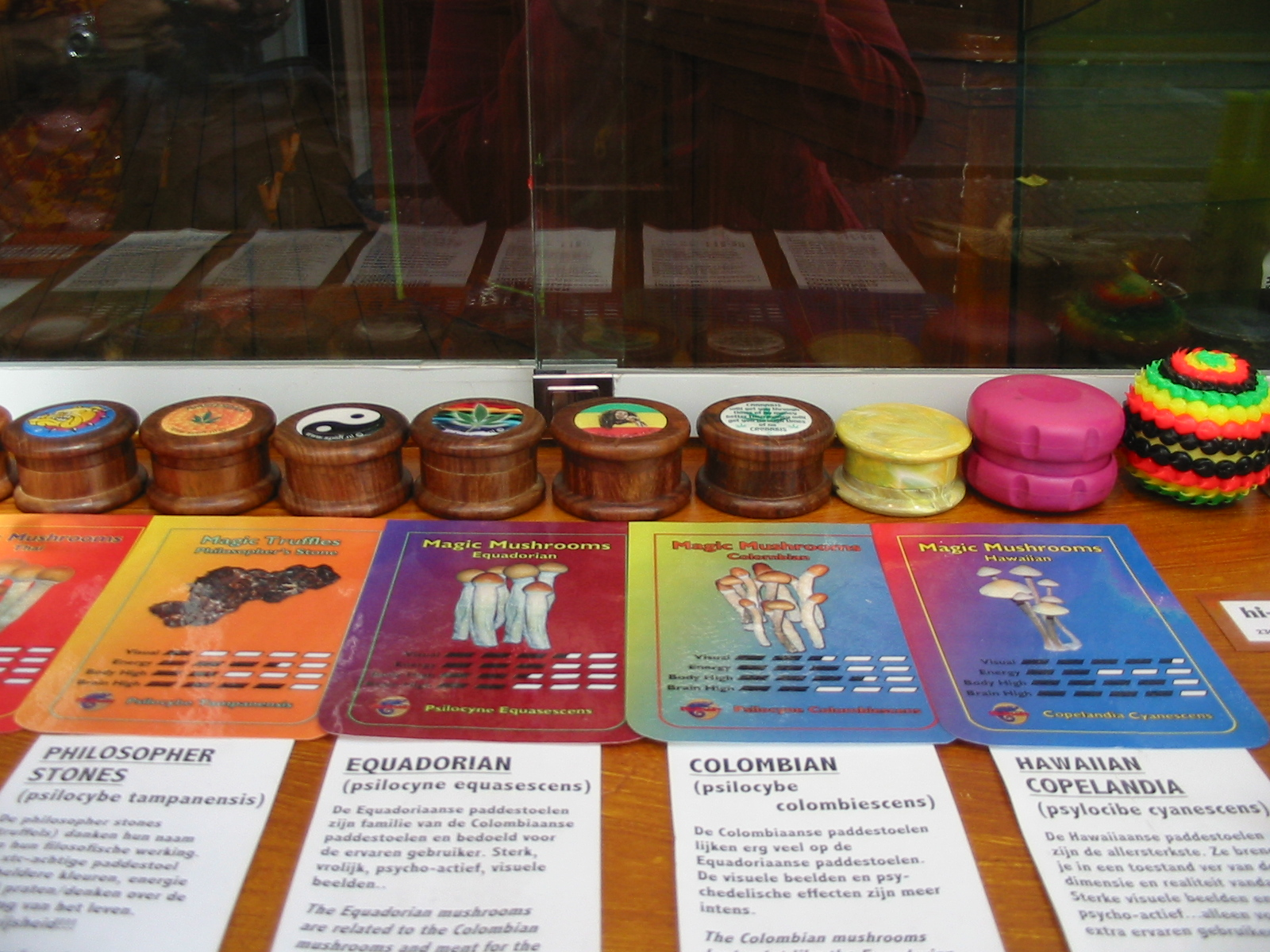
Una smartshop holandesa con grínders en exposición

### Nootrópicos
Las smartshops (a menudo en línea) ofrecen productos farmacéuticos sin receta, como Metilfenidato, Adderall y modafinilo, por ejemplo.

### Psicotrópicos
El principal mercado de las smartshops es la venta de drogas psicodélicas, disociativas, entactógenas y delirantes, según lo que regule cada ley local. Por ejemplo, en los Países Bajos, que es la sede de la mayoría de smartshops europeas, esto incluye salvia de los adivinos (Salvia divinorum), seta muscaria (Amanita muscaria), peyote (Lophophora williamsii), cactus de San Pedro (Echinopsis pachanoi), iboga (Tabernanthe iboga), flor de sinicuichi (Heimia salicifolia), harmala (Peganum harmala), nébeda (Nepeta cataria), jurema o tepescohuite (Mimosa tenuiflora), kava-kava (Piper methysticum), cabeza de elefantito (Pedicularis attollens), nuez de cola (Cola acuminata), rosa lisérgica (Argyreia nervosa), yohimbe (Pausinystalia johimbe), kanna (Sceletium tortuosum), varios tipos de galangal o los ingredientes para la preparación de ayahuasca. Una nueva ley entró en vigor el 1 de diciembre de 2008 en los Países Bajos para someter a controles más estrictos la venta de «hongos mágicos» (denominación popular para los hongos psicotrópicos), y fue bastante controvertida porque la lista de hongos prohibidos incluye incluso especies no-psicoactivas. Las esporadas de los hongos mágicos y las cajas de cultivo todavía se pueden comprar sin receta en los Países Bajos. La psilocibina no está incluida en la prohibición y sigue vendiéndose en smart shops de todo el país en forma de trufa.

### Otras drogas de diseño
En el pasado, las smart shops fueron conocidas por vender drogas de diseño, es decir, sustancias sintéticas que no eran (por aquel entonces) ilegales. La venta de drogas sintéticas se hizo ilegal, con la excepción de aquellas que la ley considerara como alimentos, suplementos o medicamentos. Por ejemplo, en los Países Bajos, la regulación de las drogas de diseño depende de un mecanismo «relativamente benigno» de la Warenautoriteit ('Autoridad de Productos Básicos') más que en el derecho penal, como sería el caso de las sustancias controladas.
Sin embargo, esto ha hecho que sea efectivamente imposible venderlos en un entorno minorista formal, incluso si su producción y posesión son completamente legítimas. Las smartshops no han intentado comercializar más los sintéticos desde que intentaron vender metilona como un «aromatizante de ambientes», pero finalmente se vieron obligadas a sacarla de sus estantes en 2004, aunque todavía se puede obtener bajo el mostrador en algunas tiendas.

### Parafernalia
Las smartshops venden muchos productos que pueden verse como bienes complementarios de las drogas psicoactivas, incluidas de aquellas ilegales. En los Países Bajos, que no tiene leyes sobre la parafernalia de drogas, esto es completamente legal. En particular, la venta de literatura sobre drogas ilegales o su fabricación rara vez es criticada y protegida por una preocupación tradicional por la libertad de expresión en las leyes y costumbres locales que es más pronunciada que en otras naciones europeas.
Gran parte de la parafernalia y complementos que se venden en las smartshops reducen, de una forma u otra, el daño asociado a las drogas ilegales. Por ejemplo, los tests de Marquis sirven para comprobar la pureza del éxtasis (MDMA), ya que es habitual que las pastillas que se venden en negro pueden contener otras sustancias o incluso no contener MDMA en absoluto. También se venden suplementos vitamínicos y aminoácidos para mitigar específicamente el daño de ciertas drogas ilegales; por ejemplo, el triptófano y el 5-hidroxi-triptófano son útiles para ayudar al cuerpo a reponer los niveles de serotonina en el cerebro después del uso de MDMA, y los suplementos vitamínicos son apropiados para los usuarios de estimulantes como la anfetamina. La vitamina B12 se agota por el uso recreativo de óxido nitroso y, por lo tanto, es recomendable su consumo en esos casos.
La smartshop se distingue de las head shops en que las head shops solo ofrecen parafernalia, mientras que las smart shops suelen vender drogas reales. Como en todo, hay excepciones sobre esto y, por ejemplo, en el Reino Unido, fue común encontrar head shops que vendían hongos mágicos hasta el julio de 2005, cuando el Gobierno introdujo una prohibición que situaba los hongos en la misma categoría que la heroína o el crack.

## Función educativa
Por su naturaleza, las smart shops no solo son un punto de venta sino que se han convertido en una fuente educativa de información sobre las drogas que venden. Por lo general, proporcionan folletos de instrucciones similares a los prospectos que se distribuyen con los medicamentos recetados, que contienen información sobre contraindicaciones, efectos secundarios y la importancia de la actitud y el entorno. En los Países Bajos, hay relativamente poca regulación formal de la industria de las tiendas inteligentes, pero la concentración natural de experiencia sobre una gama relativamente exótica de productos en combinación con la comprensión de que un escrutinio público más cercano y una regulación siempre están al acecho en segundo plano tiendas para organizarse en una asociación industrial que, entre otras cosas, promueva la difusión de información sobre sus productos.